# Casa das Andorinhas (Campinas)

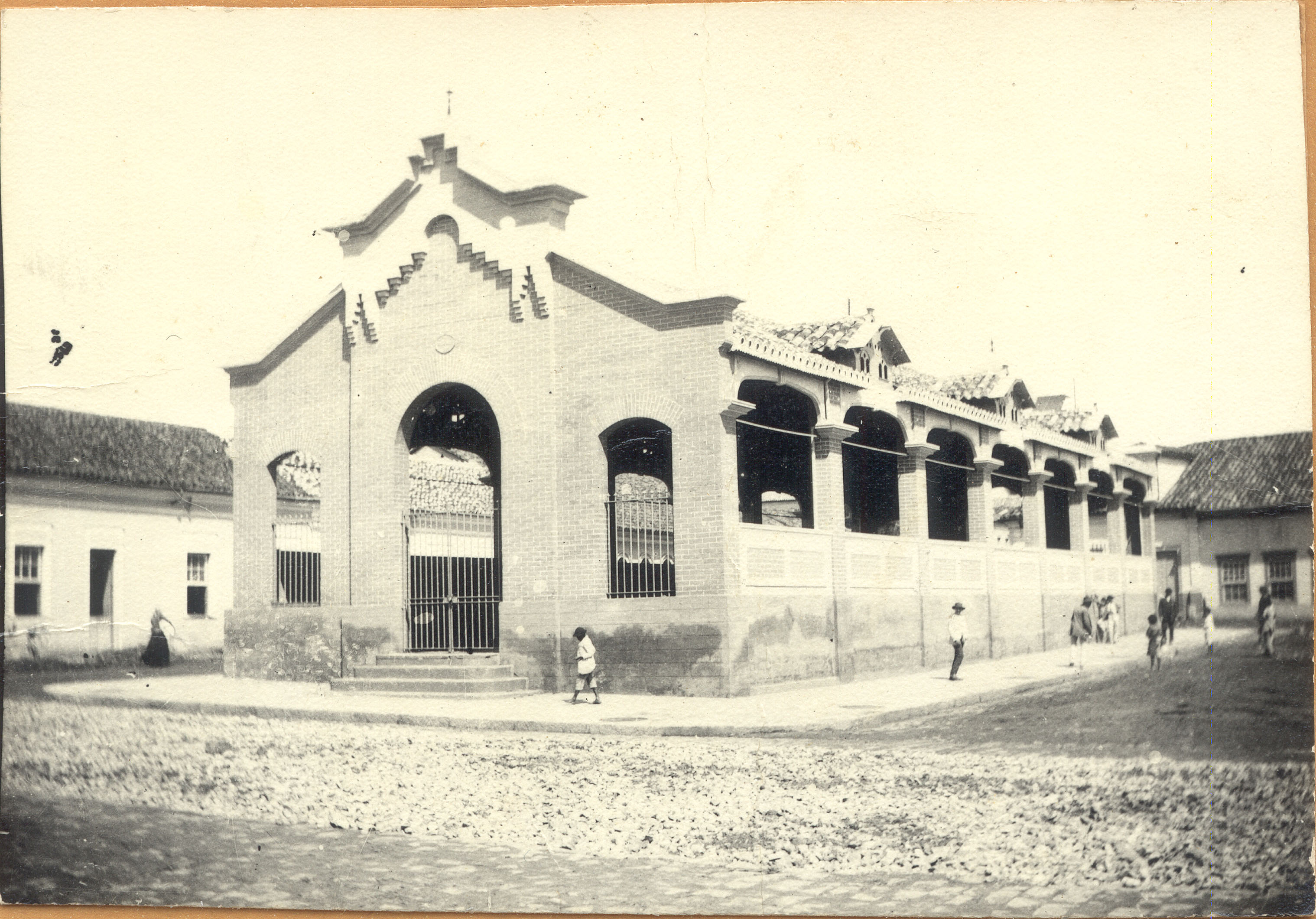
Casa das Andorinhas, Centro de Memória - Unicamp

A Casa das Andorinhas foi inaugurada em 1871 como um mercado de hortaliças na cidade de Campinas, São Paulo, Brasil, a fim de ordenar e controlar melhor o comércio desses alimentos. O prédio se localizava no centro da cidade, no Largo da Cadeia, região da atual Praça Antônio Pompeu. O edifício compunha um centro de movimentação das classes populares, então estava muito presente no cotidiano dos Campineiros. 

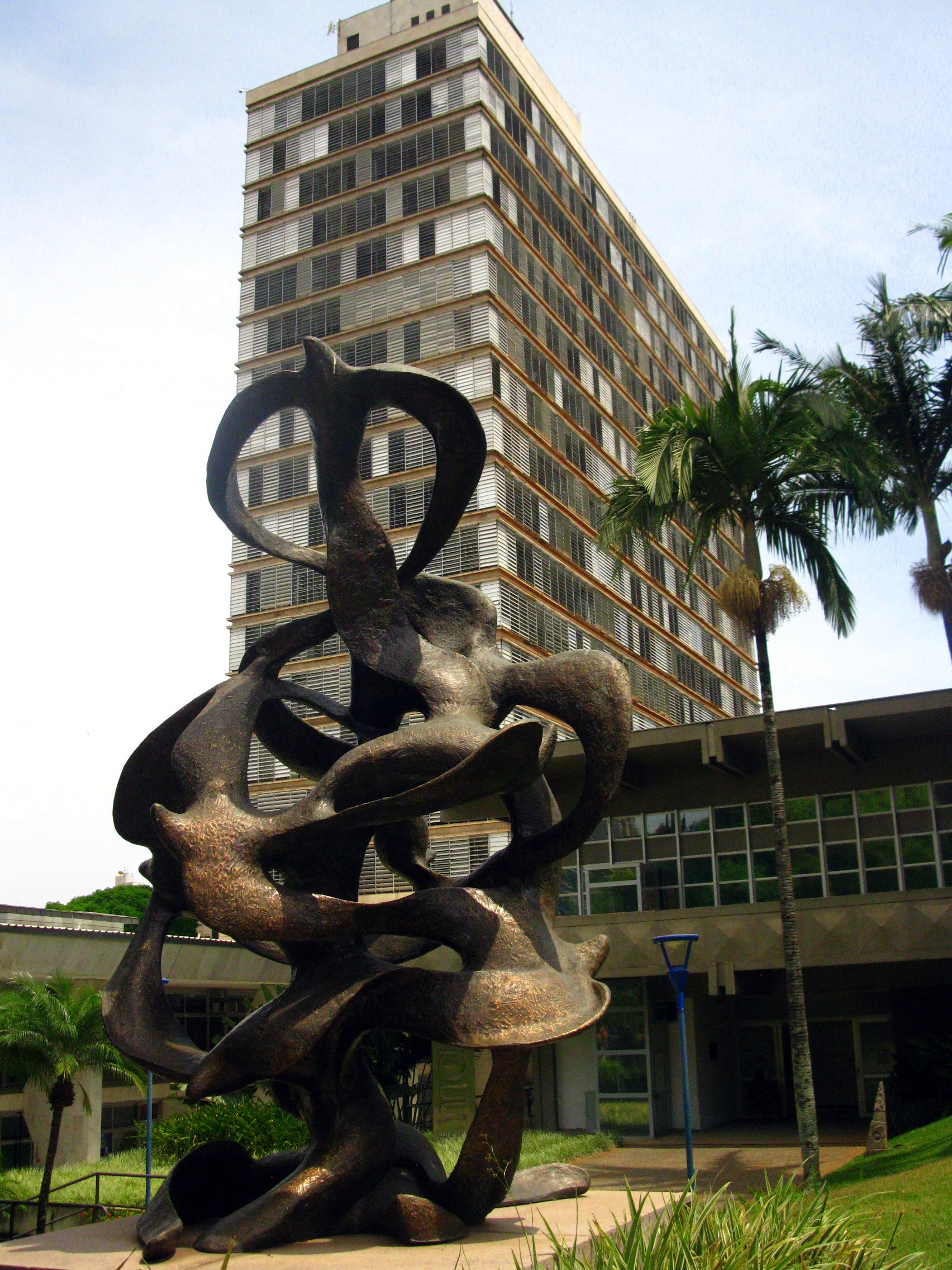
Monumento às Andorinhas

## Histórico
Em 1885, após 14 anos em funcionamento, o prédio foi demolido e um novo foi construído no Largo da Liberdade e inaugurado no ano seguinte. O Mercado foi desativado em 1910 devido à inauguração do Mercado Municipal de Campinas.

## Origem do nome

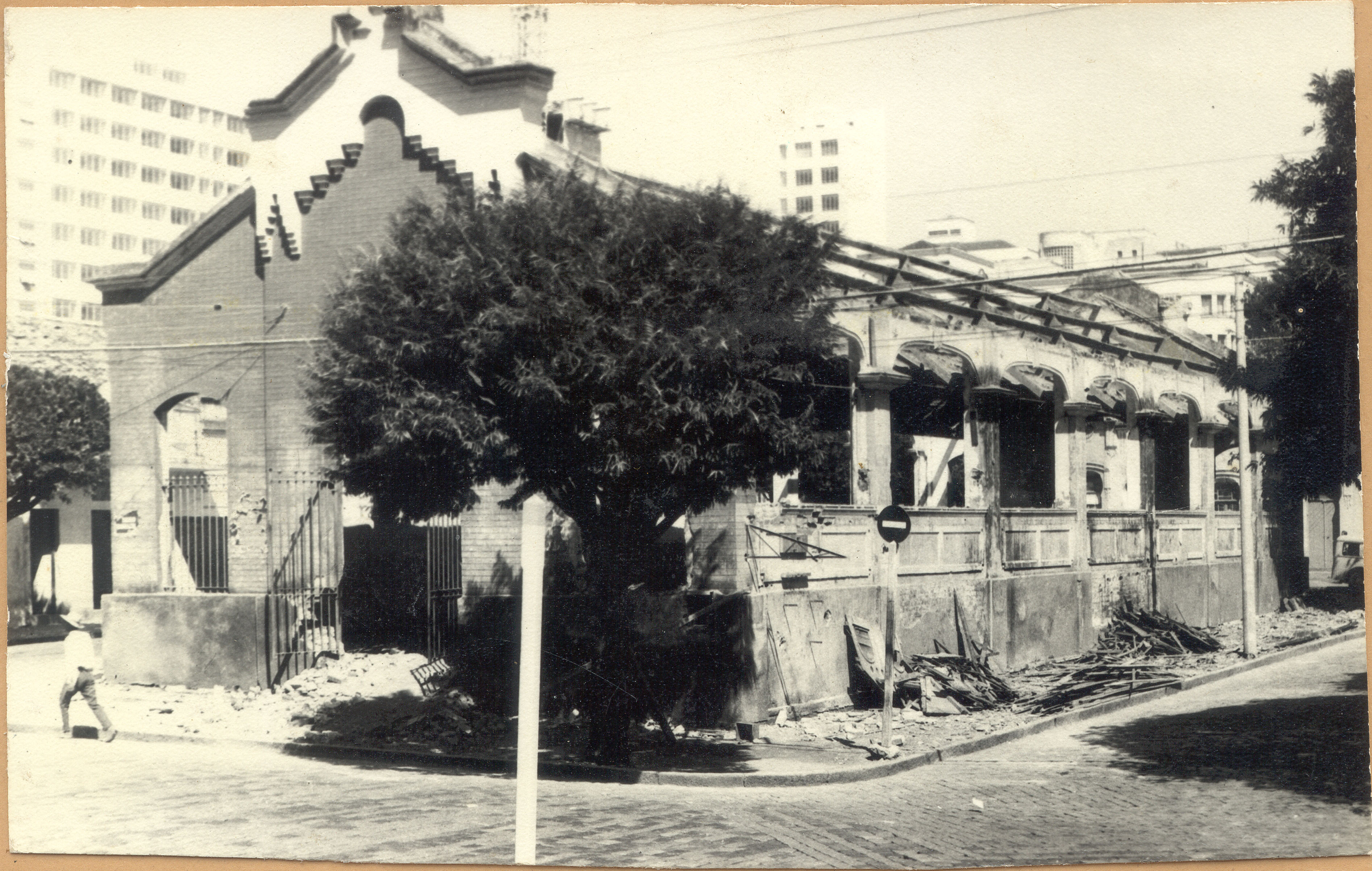
Negativo preto e branco com vista três quartos da Casa das Andorinhas parcialmente em ruína.

Com a inauguração do Mercadão de Campinas, a Casa das Andorinhas entrou em abandono. Por conta disso, diversos pássaros começaram a habitar o lugar, o que foi aumentando cada vez mais ao longo dos anos. O prédio foi demolido em 1956 e no local foi instalado o Monumento das Andorinhas, obra de Lélio Coluccini (escultor italiano radicado no Brasil), uma homenagem aos pássaros que ali faziam morada.
Em 1974, a obra foi transferida para o Palácio dos Jequitibás e substituída por outro monumento do mesmo artista: o Monumento ao Bicentenário de Campinas. Para a data, o escultor projetou um monumento com base em um número dois, alusivo ao Bicentenário, e com uma grande extensão indicando o crescimento vertiginoso de Campinas nos últimos anos. A obra é executada em concreto, com 28 metros de altura, 7 metros de largura e 7,5 de comprimento.